# José Luis González (rugbista)
José Luis González (San Miguel de Tucumán, Tucumán, 11 de septiembre de 1997) es un jugador argentino de rugby que se desempeña como hooker y juega en Béziers del Pro D2.

## Carrera

### Tucumán Rugby
González se formó en Tucumán Rugby, donde debutó en primera en el 2015 y ganó el torneo regional del noa ese mismo año. En el año 2018 volvería a consagrarse campeón, esta vez del Anual Tucumano.

### Jaguares XV
En 2019 es seleccionado por Jaguares para jugar la Currie Cup en Sudáfrica.El conjunto argentino arrasó en el torneo, coronándose campeón ganando todos los partidos. Este torneo fue polémico, ya que estaba previsto que se jugará un partido por el ascenso entre el campeón y el último de la Currie Cup Premier Division 2019 pero este partido se canceló. 

### Ceibos
En el año 2020 se suma a Ceibos de la Súper Liga Americana de Rugby pero la competición sería cancelada con sólo 2 fechas jugadas.

### Stade Montois
En el año 2021 se muda a Francia para convertirse en jugador de Stade Montois del Pro D2. Su primera temporada fue muy destacada ya que terminarían primeros en la clasificación y llegarían a la final por el ascenso al Top 14 pero perderían ante Aviron Bayonnais. En la siguiente temporada también tendrían una buena actuación logrando llegar hasta semifinales, en donde caerían ante Grenoble.

### Béziers
Para la temporada 2023/24 llega a Béziers dónde tendría una buena primera temporada llegando a las semifinales, pero perdería contra Vannes.

## Selección nacional
Representó a los Pumitas y jugó con ellos el Mundial de Rugby Juvenil 2017.
Jugó en los Pumas XV
Si bien González fue convocado a los Pumas, en reiteradas ocasiones, todavía no debutó en la selección.

## Clubes
| Club          | País      |
| ------------- | --------- |
| Tucumán Rugby | Argentina |
| Jaguares XV   | Argentina |
| Ceibos        | Argentina |
| Stade Montois | Francia   |
| Béziers       | Francia   |

## Palmarés
| Título                       | Equipo        | País      | Año  |
| ---------------------------- | ------------- | --------- | ---- |
| Torneo Regional del Noroeste | Tucumán Rugby | Argentina | 2015 |
| Anual Tucumano               | Tucumán Rugby | Argentina | 2018 |
| Currie Cup First Division    | Jaguares XV   | Sudáfrica | 2019 |